# Camptotypus obnoxius
Camptotypus obnoxius là một loài tò vò trong họ Ichneumonidae.